# Skobiče
Skobiče (nemško Kühweg) je naselje v Občini Čajna v Okraju Beljak-dežela na Koroškem v Avstriji.